# I hjärnan på Louise Epstein
I hjärnan på Louise Epstein är en podcast på P1 med programledaren Louise Epstein. Programmet hade sin start i april 2023. 
I programmet medverkar även  psykiatrikern Anders Hansen och professorn i neurovetenskap Ola Hermansson. 
Programmet handlar om hjärnans process kopplat till existentiella frågor och samhället.